# Малайска ябълка
Малайските ябълки (Syzygium malaccense) са вид растения от семейство Миртови (Myrtaceae).
Отглеждани са за плодовете им от праисторически времена от австронезийските народи и са интродуцирани в голяма част от Океания.
Таксонът е описан за пръв път от Елмър Дрю Мерил през 1938 година.